# Expressionskassette
Der Begriff Expressionskassette bezeichnet ein DNA-Segment, das für die Synthese einer RNA verantwortlich ist. Eine solche „Kassette“ besteht aus folgenden Elementen:
- Promotor (essentiell für den Start der Transkription von DNA in RNA)
- Ribosomen-Bindungsstelle (soll als Endprodukt ein Protein hergestellt werden, muss die zugehörige mRNA über eine Bindungsstelle für die Proteinbiosynthese verfügen)
- Proteincodierende Sequenz (soll als Endprodukt ein Protein hergestellt werden, muss die RNA über ein Startcodon, eine codierende Sequenz und ein Stopcodon für die Proteinsynthese verfügen)
- Terminator (bewirkt die Beendigung der Transkription von DNA in RNA)

Bis auf den Promotor kann bei der künstlichen Konstruktion auf alle oben genannten Elemente verzichtet werden, wenn sie für das entsprechende Produkt nicht notwendig sind. Ohne einen Promotor lässt sich jedoch keine Expressionskassette erstellen.